# Encefalopathie
Encefalopathie (Oudgrieks: ἐγκέφαλος (enkéfalos) = 'hersenen' en πάθεια (pátheia) = 'lijden') is een term die gebruikt wordt bij ziekte van de hersenen, zonder dat daar een specifieke oorzaak mee aangeduid wordt. De term wordt voornamelijk gebruikt voor ziekte door diffuse fysische of biologische oorzaken, zoals:
- externe intoxicaties zoals door alcohol, drugs of allerlei (andere) gifstoffen
- interne intoxicaties zoals bij leverfalen waardoor de lever gifstoffen niet voldoende afbreekt, of bij nierfalen waarbij de nieren afvalstoffen niet voldoende uitscheiden
- infecties
- voedingsdeficiënties
- neurodegeneratieve aandoeningen zoals de ziekte van Alzheimer of de ziekte van Parkinson.

Bij bepaalde vormen van encefalopathie komen er meer hersengolven voor met een frequentie van 0,5–4 Hz, ofwel deltagolven.